# The Harrad Experiment
Pour plus de détails, voir Fiche technique et Distribution.
The Harrad Experiment est un film américain réalisé par Ted Post, sorti en 1973.

## Synopsis
Au Harrad College, où des situations de vie étudiante controversées sont établies, les étudiants sont forcés de confronter leur sexualité d’une manière que la société avait auparavant ignorée. Une partie de l’expérience consiste à jumeler des membres incompatibles du sexe opposé comme colocataires afin de les faire rejeter le concept traditionnel de monogamie. Les deux premiers « couples » du film sont le fou de sexe Stanley et Sheila ultra-timide, et Harry qui manque de confiance en lui avec Beth la libertine. Le Prof. Philip et son épouse, Margaret, sont chargés de l'« expérience » et semblent apprécier la tension qu’ils instillent, ainsi que les épisodes sexuels qui se déroulent.

## Fiche technique
- Titre original : The Harrad Experiment
- Réalisation : Ted Post
- Scénario : Michael Werner, d'après le roman de Robert H. Rimmer.
- Genre : Comédie dramatique et romance
- Durée : 97 min
- Interdiction aux moins de 15 ans (UK)
- Date de sortie : 1973

## Distribution
- James Whitmore : Philip Tenhausen
- Tippi Hedren : Margaret Tenhausen
- Don Johnson : Stanley Cole
- Bruno Kirby : Harry Schacht (as B. Kirby Jr.)
- Laurie Walters : Sheila Grove
- Victoria Thompson : Beth Hillyer
- Elliott Street : Wilson
- Robert Middleton : Sidney Bower
- Billy Sands : Jack
- Sharon Ullrick : Barbara (as Sharon Taggart)
- Maggie Wellman : Cynthia
- Michael Greene : Yoga Instructor
- Ron Kolman : Evan
- Eric Server : Workman
- Robert C. Ross : Workman

Acteurs non crédités
- Melanie Griffith : Une étudiante
- Gregory Harrison